# Maria Costa
Maria Costa (Mesina, Italia, 15 de diciembre de 1926-ibídem, 7 de septiembre de 2016) fue una poetisa italiana.

## Biografía
Costa vivió durante toda su vida en el barrio de Case Basse, en Paradiso, un pueblo pesquero situado cerca de Mesina. En sus poemas, la mayoría de los cuales están escritos en el dialecto mesinés, defendió el patrimonio cultural de dicha localidad, que fue destruida por un terremoto en 1908.
Agrupó sus versos en diferentes volúmenes, tales como Farfalle Serali (1978), Mosaico (1980), A prova 'ill'ovu (1989) y Cavaddu 'i coppi (1993).
Varios medios de comunicación italianos y una serie de cadenas de televisión extranjeras la entrevistaron. Además, varias tesis elaboradas en las universidades de Mesina, Palermo, Udine, Catania y Siena la tienen a ella y a su obra como tema central.
Asimismo, Fabio Schifilliti, un joven director de cine mesinés, rodó una película con la poetisa como figura central del argumento.
Su nombre se encuentra en la lista de «Tesoros Humanos Vivos» de la UNESCO desde el año 2006.
Costa falleció en su ciudad natal el 7 de septiembre de 2016, a los 89 años de edad, tras sufrir una larga enfermedad.